# ATP Challenger Asunción
Das ATP Challenger Asunción (offiziell: Paraguay Open Babolat) ist ein Tennisturnier, das von 2006 bis 2010 und seit 2024 jährlich in Asunción, Paraguay stattfindet. Schon 1995 fand an selber Stelle ein Turnier statt. Es gehört zur ATP Challenger Tour und wurde im Freien auf Sand gespielt. Martín Vassallo Argüello gewann als einziger Spieler das Turnier mehrmals – je einmal in Einzel und Doppel.

## Liste der Sieger

### Einzel
| Jahr                         | Sieger                   | Finalgegner              | Ergebnis       |
| ---------------------------- | ------------------------ | ------------------------ | -------------- |
| 2025                         | Emilio Nava              | Thiago Monteiro          | 7:5, 6:3       |
| 2024                         | Gustavo Heide            | João Fonseca             | 7:5, 6:76, 6:1 |
| 2011–2023: nicht ausgetragen |                          |                          |                |
| 2010                         | Rui Machado              | Ramón Delgado            | 6:2, 3:6, 7:5  |
| 2009                         | Ramón Delgado            | Daniel Gimeno Traver     | 7:62, 1:6, 6:3 |
| 2008                         | Martín Vassallo Argüello | Leonardo Mayer           | 3:6, 6:3, 7:62 |
| 2007                         | Franco Ferreiro          | Martín Vassallo Argüello | 6:4 aufgg.     |
| 2006                         | Guillermo Cañas          | Flávio Saretta           | 6:4, 6:1       |
| 1996–2005: nicht ausgetragen |                          |                          |                |
| 1995                         | Jaime Oncins             | Gastón Etlis             | 6:3, 6:4       |

### Doppel
| Jahr                         | Sieger                                  | Finalgegner                             | Ergebnis           |
| ---------------------------- | --------------------------------------- | --------------------------------------- | ------------------ |
| 2025                         | Vasil Kirkov Matías Soto                | Guillermo Durán Mariano Kestelboim      | 6:3, 6:4           |
| 2024                         | Boris Arias Federico Zeballos           | Gonzalo Bueno Álvaro Guillén Meza       | 6:2, 6:2           |
| 2011–2023: nicht ausgetragen |                                         |                                         |                    |
| 2010                         | Fabio Fognini Paolo Lorenzi             | Carlos Berlocq Brian Dabul              | 6:3, 6:4           |
| 2009                         | Rubén Ramírez Hidalgo Santiago Ventura  | Máximo González Eduardo Schwank         | 6:3, 0:6, [10:8]   |
| 2008                         | Alejandro Fabbri Leonardo Mayer         | Martín García Mariano Hood              | 7:5, 6:4           |
| 2007                         | Carlos Berlocq Martín Vassallo Argüello | Adrián García Bartolomé Salvá Vidal     | 7:5, 6:75, [13:11] |
| 2006                         | Tomas Behrend André Ghem                | Carlos Berlocq Martín Vassallo Argüello | 3:6, 6:3, [10:3]   |
| 1996–2005: nicht ausgetragen |                                         |                                         |                    |
| 1995                         | Francisco Montana Claude N’Goran        | Paulo Carvallo Francisco Rodríguez      | 6:2, 6:3           |